# Nemausus 1
Pour les articles homonymes, voir Nemausus (homonymie).
Nemausus 1 est un ensemble de deux immeubles de logements situés dans le sud de Nîmes (Gard) conçus par Jean Nouvel.

## Description
Le terrain était une friche industrielle d'anciens entrepôts de matériels électriques. Les entrepôts ont été détruits, ne reste de cette époque que la cour bordée de platanes.
Les deux immeubles sont deux « barres ». Ils présentent côté rue une forme arrondie telle une proue. Le bâtiment le plus court se termine par un plan incliné, le plus long par une façade verticale posée sur deux voiles de béton qui rappellent un gouvernail. Sur toute la longueur, on trouve côté nord, des coursives qui desservent les appartements, côté sud, des terrasses. L'immeuble est posé sur des piliers libérant l'espace pour les parkings.
L'ensemble compte 114 appartements entre 90 et 160 m², de l'appartement sur un seul étage au duplex et même triplex. Le souhait de Jean Nouvel, l'architecte, est de donner plus d'espace aux logements sociaux s'opposant à la tendance à la baisse des surfaces durant les années 1960 et 1970. Pour arriver à cette fin, les dessertes sont rejetées à l'extérieur du bloc formé par le bâtiment. Les escaliers métalliques sont dans la cour. Seule la cage d'ascenseur coupe l'immeuble en deux blocs.
Pour réduire les coûts, la construction répète le même motif de bas en haut. Tous les cinq mètres, un voile de béton sépare les appartements. La même largeur est choisie pour séparer les piliers au niveau du parking et pour les panneaux constituant le toit. Les matériaux de construction sont sans finition et rappellent un bâtiment industriel. Les portes des terrasses en aluminium sont semblables à celles utilisées dans les casernes de pompiers. Les murs sont couverts de plaques d'aluminium. Les garde-corps des coursives et terrasses sont inclinés et rappellent ceux utilisés sur les chantiers.
L’ensemble de ces mesures entraîne une économie permettant d’offrir des logements plus spacieux pour le même coût de construction qu’une « barre » classique. De ce point de vue, Nemausus 1 est une preuve qu’il est possible de bâtir du logement social autrement. 
À l'intérieur les murs sont nus, ils laissent apparaître les défauts de construction et même les marques laissés par les ouvriers. C'est un choix esthétique que Jean Nouvel a tenté d'imposer. Malgré tout, des locataires ont aménagé leur intérieur (pose de cloison, de papier-peint, rideaux ou peintures).
L'utopie de Nemausus 1 a ses limites. En donnant plus d'espace aux locataires, le loyer est de 30 à 50 % plus élevé que pour une HLM classique : celui-ci reste calculé en fonction de la surface, même si les appartements ont le même coût de construction que des logements plus petits.
Ses habitants accusent l'immeuble d'être une passoire thermique insupportable en période de canicule.

## Film
- Nemausus 1, une HLM des années 1980, de Richard Copans et Stan Neumann (1995, 26 minutes). Film de la collection « Architectures », diffusée sur la chaîne Arte.